# Tosiwo Nakayama
Tosiwo Nakayama (23. listopadu 1931, Piserach Island – 29. března 2007 Honolulu) byl prvním prezidentem Federativních států Mikronésie v letech 1979–1987. Obyvatelé Mikronéské Federace označují Nakayamu jako svého George Washingtona, neboť byl tvůrcem samostatnosti těchto tichomořských ostrovů a tamější lidé mají sklon mít své vůdce ve velké vážnosti. Nakayama ostatně skutečně vytvořil z občanů své země skutečný národ.
Tosiwo Nakayama se narodil 23. 11. 1931 na ostrově Piserach v atolu Chuuk. Roku 1955 mu bylo uděleno správou amerického teritoria Tichomořských ostrovů studijní stipendium, dva roky studoval na Havajské univerzitě. Po svém návratu r. 1958 byl jmenován inspektorem vzdělávání dospělých. Později byl jmenován politickým a ekonomickým poradcem oblastní správy. Nato sloužil ve správě oblasti Chuuku a v letech 1960–1961 byl předsedou místního sněmu.
Po skončení svého funkčního období na Chuuku, když se vrátil z cest po Evropě a Asii, byl jmenován poradcem poručenské správy Tichomořských ostrovů, kterou USA vykonávaly z pověření OSN. V roce 1962 byl zvolen do mikronéského sněmu. O rok později byl jmenován asistentem oblastního správce pro veřejné záležitosti oblasti Chuuk. 10. září 1963 se zde oženil s Miter Haruo. V roce 1965 byl zvolen do mikronéského kongresu a posléze se stal jeho předsedou, neoficiálním prezidentem své země. Byl členem dalších výborů pro školství, turistický ruch a dozorčích rad na Chuuku.
12. července 1978 vznikly Federativní státy Mikronésie. Bylo ustaveno Ústavní shromáždění , které OSN označila za řádný akt sebeurčení národa. V květnu 1979 byla deklarována státní suverenita ostrovů Yap, Chuuk, Pohnpei a Kosrae a začal zasedat zvolený Kongres. Jeho členové zvolili Tosiwo Nakayamu opět prezidentem Mikronésie, nyní už jako hlavu suverénního státu a nově vzniklého národa.
Jako prezident Nakayama dohlížel na postupné předání vládních úřadů USA do rukou samosprávy ostrovů (postupně 1979–1986) a sloužil do roku 1987, tj. maximální dobu, kterou to umožňuje mikronéská ústava. V říjnu 1987 získal významná postavení v chuucké pobočce Bank of Guam, kde byl viceprezidentem pro státní záležitosti; ve funkci byl do prosince 2003.
Prvním srdečním záchvatem byl stižen roku 1992, ale přestál ho dobře. Roku 1998 se musel podrobt operaci bypassu. Později se musel podrobit oční laserové operaci. Roku 1995 mu byl voperován kardiostimulátor. Tři dny po tomto zákroku byl postižen vážným záchvatem mozkové mrtvice, která ochromila jeho řeč, ačkoliv byl stále plně při vědomí. V únoru 2007 byl Nakayama převezen opět do nemocnice v Honolulu, kde 29.3.2007 jeho tělo nemoci podlehlo.
Tosiwo Nakayama měl jedenáct dětí, 29 vnoučat a tři pravnoučata.
| Prezidenti Mikronésie | Prezidenti Mikronésie     | Prezidenti Mikronésie    |
| --------------------- | ------------------------- | ------------------------ |
| Předchůdce: 'nebyl'   | 1979–1987 Tosiwo Nakayama | Nástupce: John Haglelgam |